# United States National Tick Collection

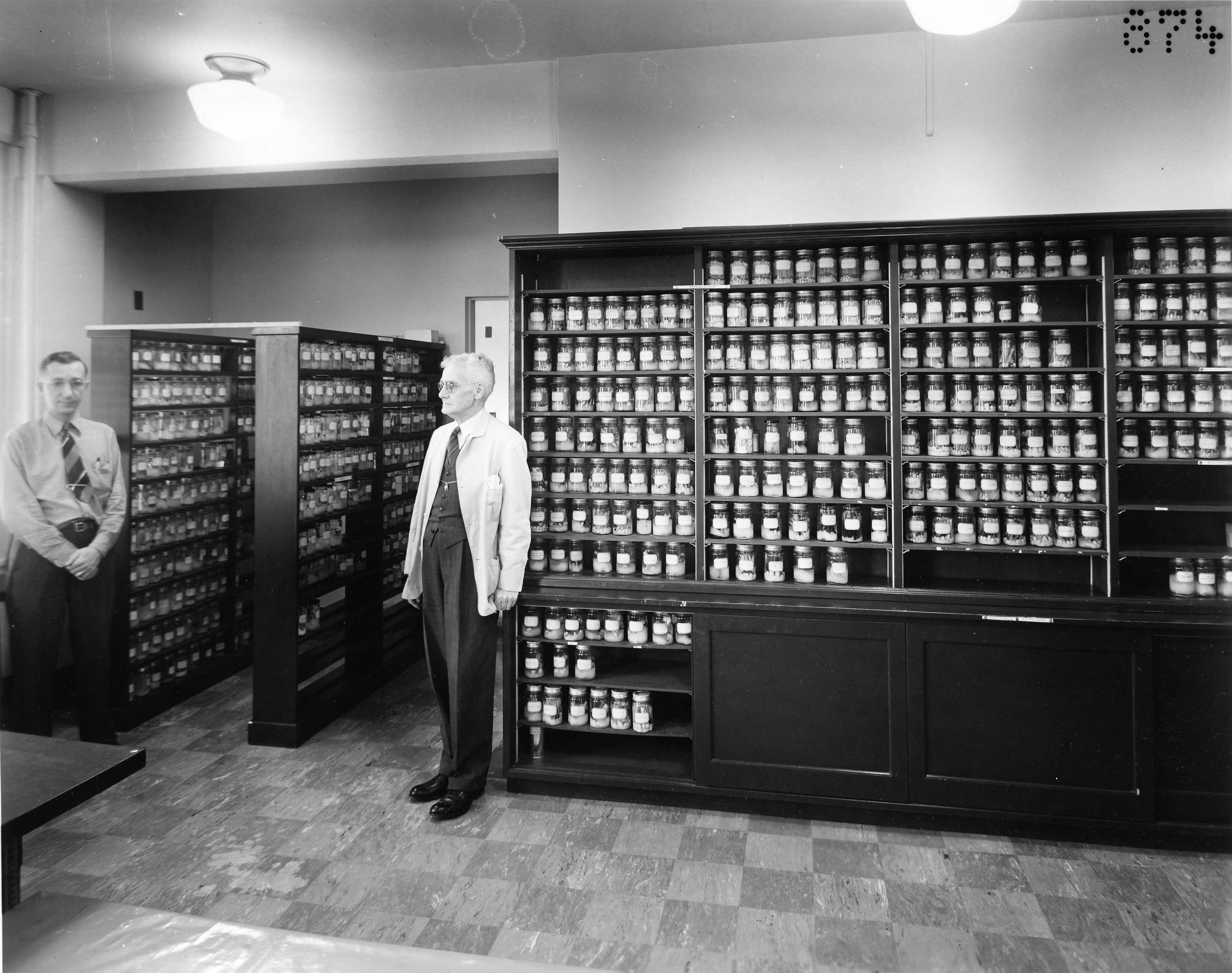
Glen M. Kohls und Robert A. Cooley vor der Zeckensammlung des Rocky Mountain Laboratory, 1940

Die United States National Tick Collection (USNTC) ist eine zoologische Forschungssammlung von Zecken im Besitz der Smithsonian Institution, die als Dauerleihgabe an der Georgia Southern University in Statesboro im US-Bundesstaat Georgia untergebracht ist. Die United States National Tick Collection ist mit mehr als einer Million Individuen wahrscheinlich die weltweit größte auf Zecken spezialisierte zoologische Sammlung. Ihr Sammlungsbestand ist von großer Bedeutung für die Acarologie und für die Erforschung von Zoonosen mit Zecken als Vektoren.

## Geschichte
1905 konnte der US-amerikanische Mikrobiologe Howard Taylor Ricketts belegen, dass die Zecke Dermacentor andersoni den Erreger des Rocky-Mountain-Fleckfiebers übertragen kann. Damit war die Ursache einer oft tödlich verlaufenden Erkrankung geklärt, von der damals angenommen wurde, dass sie auf die Gegend um das Bitterroot Valley im südwestlichen Montana beschränkt sei. Ricketts’ Entdeckung führte zu eingehenden Untersuchungen der Zeckenfauna von Montana.

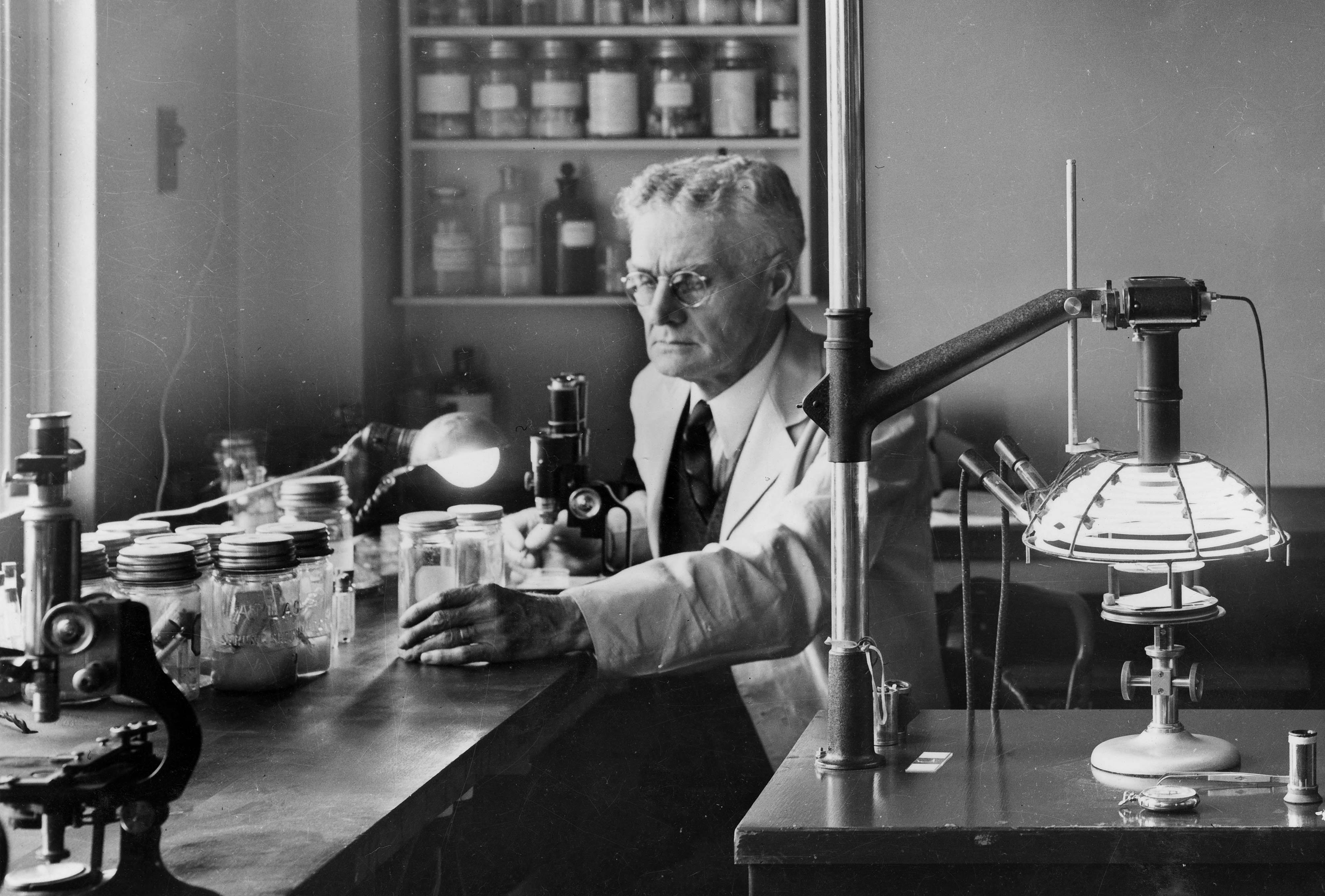
Robert Allen Cooley, 1938

Zu dieser Zeit war Robert A. Cooley Leiter der Fakultät für Entomologie und Zoologie des Montana State College und staatlicher Entomologe in Montana. Zu seinen Aufgaben an der Hochschule gehörte das Kuratieren der zoologischen Sammlungen. Cooley begann mit taxonomischen Studien an den Zecken der Sammlung, um in der Feldforschung die Identifizierung von Zecken zu erleichtern.
Im Bemühen um eine Möglichkeit zur Bekämpfung von Dermacentor andersoni reiste Cooley 1926 nach Südafrika. Sein Ziel war es, einen parasitischen Hautflügler zu finden, der gegen die Zecken eingesetzt werden kann. Er sammelte auf seiner Reise Tausende Zecken und begann später einen regen Austausch von Sammlungsexemplaren mit Kollegen in Südafrika und im Vereinigten Königreich. 1931 gab er seine Stellungen beim State College und als staatlicher Entomologe von Montana auf, um Chefentomologe des Rocky Mountain Laboratory in Hamilton, Montana zu werden. In dieser Position konnte er sich verstärkt um die Zeckensammlung kümmern, die er in das Labor mitgebracht hatte. Deren Umfang nahm rasch zu, da Zecken nunmehr als Krankheitsüberträger der Gegenstand intensiver Forschungen waren, und die dabei gesammelten Exemplare häufig an Cooley für seine Sammlung weitergegeben wurden.
1929, noch vor dem Wechsel Cooleys an die Einrichtung, stellte das Rocky Mountain Laboratory einen zweiten Entomologen ein. Glen M. Kohls war ein ehemaliger Student Cooleys und unterstützte diesen beim Kuratieren der Zeckensammlung. Der Zweite Weltkrieg brachte einen neuerlichen Schub für die Sammlung. Mehrere mit dem Rocky Mountain Laboratory verbundene Wissenschaftler dienten in den Streitkräften der Alliierten, auch in Südostasien. Ihre Funde aus ihren Einsatzgebieten erweiterten den Umfang sowohl in Bezug auf die Anzahl der Sammlungsexemplare, als auch in Bezug auf deren Herkunft. Zu den Unterstützern, die mit der Übergabe eigener Sammlungen die Arbeit der RML unterstützten, gehörten Harry Hoogstraal, William L. Jellison, Glen M. Kohls, Cornelius B. Philip und Robert Traub. Die während des Krieges geknüpften Kontakte mündeten später in eine internationale Zusammenarbeit des RML mit Einrichtungen in Afrika, Asien und Australien.

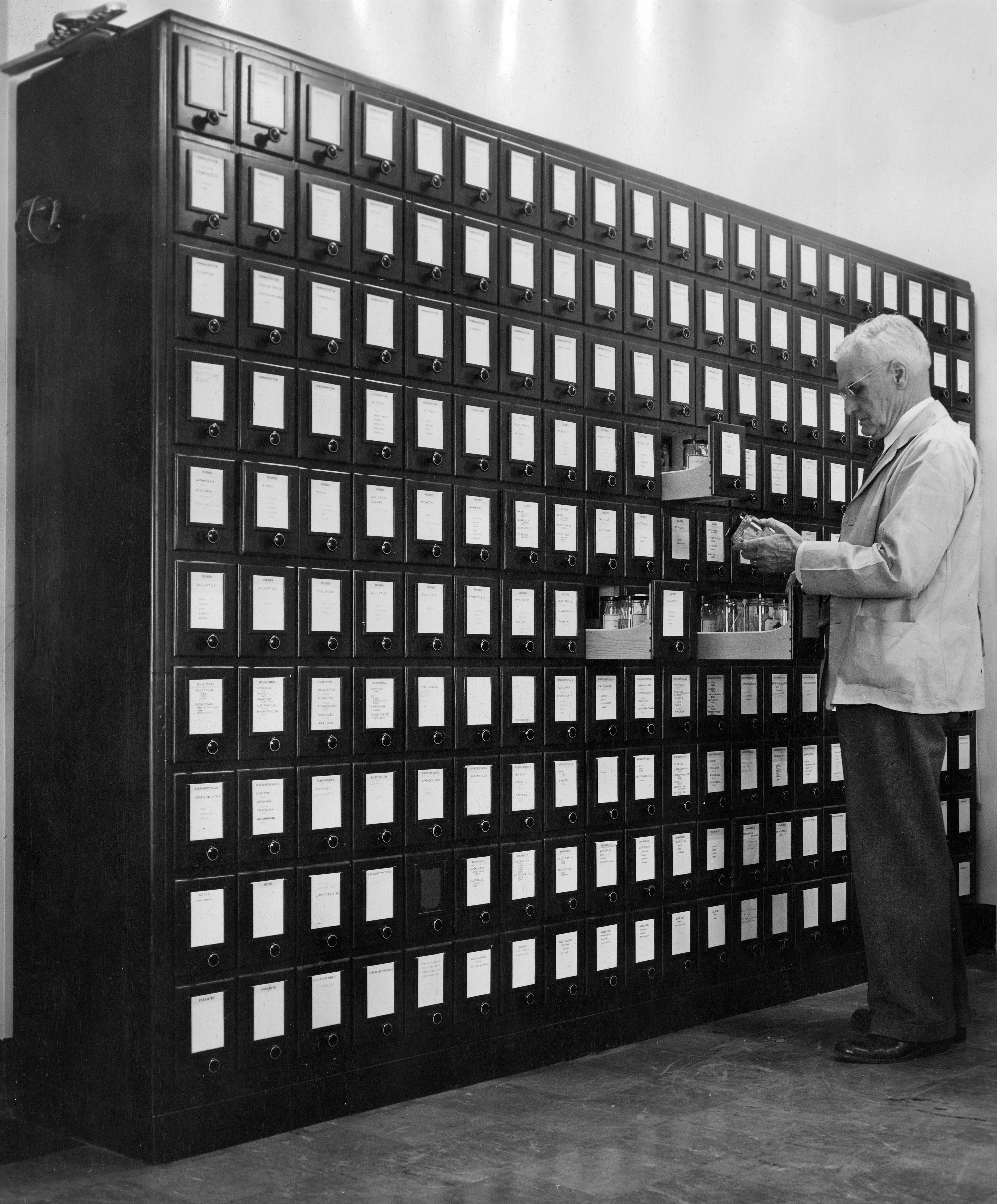
Robert A. Cooley vor der Zeckensammlung, 1946

1946 trat Robert A. Cooley in den Ruhestand, sein Nachfolger als Kurator der Zeckensammlung wurde Glen M. Kohls. Nach dem Krieg wurden den RML wiederholt Sammlungen von Weltrang übergeben. 1949 kam so durch dessen Witwe die Sammlung des verstorbenen Zoologen Paul Schulze mit etwa 140 Gläsern mit Zecken an die RML. Anfang der 1970er Jahre erhielt das RML die Sammlung des US-amerikanischen Entomologen Fred C. Bishopp mit mehr als 800 Gläsern und neun Schränken mit mikroskopischen Präparaten. Solche Sammlungen enthielten meist zahlreiche Typexemplare von Zecken aus der ganzen Welt, und sie waren von großer historischer Bedeutung. Ende der 1950er Jahre begann Harry Hoogstraal, ein ziviler Forschungsmitarbeiter der U.S. Navy in Kairo und der bedeutendste Acarologe seiner Zeit, mit den Forschern der RML eine Zusammenarbeit zur Erforschung der Zecken der Welt. Hoogstraal übergab dem RML nach und nach seine Privatsammlung, einschließlich aller Typexemplare. Damit wurde die Sammlung des Rocky Mountain Laboratory die größte Zeckensammlung der Welt.
1969 wurde James E. Keirans der Nachfolger von Glen M. Kohls. Keirans hatte zuvor für die Centers for Disease Control in Georgia gearbeitet. 1983 wurde die Zeckensammlung des Rocky Mountain Laboratory der Smithsonian Institution gestiftet. Dort bildete sie unter der Leitung von James E. Keirans den Kern der United States Tick Collection. Als Harry Hoogstraal 1986 starb, wurde der Rest seiner Sammlung direkt an die Smithsonian Institution geschickt.
1990 wurde zwischen der Smithsonian Institution und der Georgia Southern University in Statesboro, Georgia ein Vertrag geschlossen, mit dem die United States National Tick Collection als Dauerleihgabe an das Institut für Gliedertiere und Parasitologie der Universität übergeben wurde. Kurator blieb bis 2005 James E. Keirans, der wie der zweite Kurator aus dem Haushalt der Universität bezahlt wurde. Die Universität stellte auch die notwendigen Räume und deren Ausstattung zur Verfügung und konnte im Gegenzug eine Forschungseinrichtung von Weltrang übernehmen. Seit 2011 ist Lorenza Beati Kuratorin der Sammlung.

## Umfang
Die United States National Tick Collection unterscheidet sich von der 1892 begründeten United States National Parasite Collection, die seit 2014 in den Räumen des National Museum of Natural History in Washington, D.C. untergebracht ist, durch ihre Beschränkung auf Zecken. Sie hat einen Sammlungsbestand von mehr als einer Million Zecken in allen Entwicklungsstadien. Die Sammlung umfasst mehr als 125.000 Inventarpositionen, die im Einzelfall Hunderte Zecken umfassen können. Es sind Exemplare von fast allen der mehr als 900 beschriebenen Zeckenarten vorhanden, darunter mehr als 300 Typen oder mehr als ein Viertel der weltweit in Sammlungen hinterlegten Holotypen. Die United States National Tick Collection gilt als größer als alle anderen Zeckensammlungen der Welt zusammengenommen.
Zur USNTC gehört eine wissenschaftliche Fachbibliothek mit mehr als 50.000 Aufsätzen und Monografien über Zecken und von ihnen übertragene Krankheiten. Ihren Kern bildet der wissenschaftliche Nachlass von Harry Hoogstraal, der frühzeitig damit begonnen hat, Fachliteratur in russischer oder chinesischer Sprache übersetzen zu lassen.
Der gesamte Sammlungsbestand ist bereits in den 1980er Jahren in Datenbanken erfasst und über das Computersystem der Smithsonian Institution zugänglich gemacht worden. Bereits damals war es möglich, zum Beispiel nach Arten, einzelnen Sammlungen, Inventarnummern, Wirten der Zecken oder ihrer geografischen Herkunft zu suchen.

## Bedeutung
Die Sammlungsexemplare dienen als Referenz zur Bestimmung von Zecken und als Grundlage für die Erforschung der biologischen Systematik der Zecken. Bei der Bekämpfung von durch Zecken übertragenen Erkrankungen des Menschen oder seiner Haus- und Heimtiere ist die USNTC von großer Bedeutung. Neben der Eigenschaft als Überträger von Zoonosen und Infektionskrankheiten der Heim- und Nutztiere des Menschen verursachen Zecken Schäden in der Landwirtschaft, indem sie Nutztiere durch Blutverlust schwächen, ihre Euter und Häute schädigen und Toxine übertragen. Die USNTC machte stets die Zecken der ganzen Welt zum Gegenstand ihrer Sammlungstätigkeit und ihrer Forschungen.
Während die Sammlungen früher vorrangig auf die Identifizierung der Zecken nach morphologischen Kriterien und ihre Einordnung in die biologische Systematik ausgerichtet waren, stehen heute moderne Methoden wie die DNA-Analyse im Vordergrund. Aktuelle Fragestellungen betreffen die Biogeografie, die Phylogenetik und die Koevolution von Parasiten und Wirten, während Untersuchungen zur Funktion der Zecken als Vektoren für Krankheitserreger nach wie vor ein Arbeitsschwerpunkt sind. So konnte nach der Entdeckung von Borrelia burgdorferi, dem Erreger der Lyme-Borreliose, durch die Untersuchung älterer Sammlungsexemplare der United States National Tick Collection nachgewiesen werden, dass der Erreger bereits seit Jahrzehnten in der Zeckenpopulation vorhanden ist und sich ausbreitet. Während frühere Forschungen auf direkte Beobachtungen von Zecken auf ihren Wirten angewiesen waren, ist es heute möglich, den Darminhalt von Jahrzehnte alten Sammlungsexemplaren zu untersuchen und durch eine DNA-Analyse den Wirt einer Zecke zu bestimmen. Viele Forschungsvorhaben werden von Mitarbeitern der United States National Tick Collection angestoßen.
Die Sammlung ist auch ein Dienstleistungsbetrieb für die internationale Gemeinschaft von Forschern. Eine ihrer Alltagsaufgaben ist die Bestimmung von Zecken, die von Ärzten, Tierärzten, Biologen, Zollbeamten und interessierten Laien aus der ganzen Welt zur Identifizierung an die USNTC geschickt werden. Derartige Zusendungen werden identifiziert und in die Sammlung aufgenommen, die Einsender erhalten neben der Identifikation die Inventarnummer der Sammlung, die sie in einer wissenschaftlichen Veröffentlichung angeben können. Auf diese Weise entsteht ein detailliertes Bild über die Verbreitung und Häufigkeit einzelner Zeckenarten.